# 콜린 크룩스
콜린 제임스 크룩스(영어: Colin James Crooks, 1969년 2월 18일 ~ )는 영국의 외교관으로, 2022년부터 주한 영국 대사로 근무하고 있다.
2018년 12월부터 2021년 12월까지 조선민주주의인민공화국 주재 영국 대사를 역임했다.
크룩스는 북한 주재 대사로 근무하기 전에 여왕의 외교부에서 다양한 직책을 역임했으며 2015년부터 2018년까지 베이징 주재 영국 대사관의 장관 고문과 2008년 평양 주재 영국 대사관의 대리인을 역임했다.
2020년 5월 크룩스는 트위터를 통해 평양 대사관이 코로나19 범유행으로 인해 대피했다고 발표했다.